# Tajumulco (vulkan)
Volcán Tajumulco je velik stratovulkan v departmaju San Marcos v zahodni Gvatemali. Je najvišja gora v Srednji Ameriki s 4203 metri. Je del gorske verige Sierra Madre de Chiapas, ki se začne v najjužnejši mehiški zvezni državi Chiapas.

## Opis
Tajumulco je sestavljen iz andezitsko-dacitne lave na vrhu velike strmine negotovega izvora. Ima dva vrhova, od katerih ima eden krater, širok 50–70 metrov. Tok lave s severozahodnega vrha se spusti v strmo dolino na isti strani vulkana.
Zgodovina izbruha vulkana ni jasna in datum njegovega zadnjega izbruha ni znan. Poročila iz 18. in zgodnjega 19. stoletja trdijo, da beležijo izbruhe, vendar se ti štejejo za malo verjetne.
Regija okoli Tajumulca je razmeroma redko poseljena. Najbližje mesto je San Marcos, ki je 14 kilometrov proti jugovzhodu.

### Podnebje
Vulkan leži na območju z borovim gozdom s hladnim in vlažnim podnebjem. Rodovitnost na njegovih pobočjih je izjemno velika; na nadmorski višini skoraj 3000 m so še vedno polja - pridelujejo predvsem koruzo, krompir in zelenjavo. Zimske temperature lahko padejo pod 0 °C, zlasti ponoči; vendar so snežne padavine zelo redke in se hitro talijo.

### Sneženje
Ker leži v tropskem pasu planeta, ni običajno, da bi padavine padale v obliki snega, vendar je 19. decembra 2009 zaradi hladne fronte prišlo do močnega sneženja, ki je prekrilo celoten vrh vulkana, pri čemer zapade okoli 20 cm snega na vrhu in 10 cm na njegovih pobočjih. Sneženje se je začelo popoldne in je trajalo do jutra naslednjega dne, spremljali pa so ga močan veter, ki je dosegal hitrosti 70 km/h in zelo nizke temperature. To je bilo eno največjih snežnih padavin v Gvatemali. Meseci od novembra do februarja so najhladnejši, saj je država pod vplivom polarnih zračnih mas, ki prihajajo z Arktike, ki povzročajo majhne snežne padavine v visokih legah vulkanskih stožcev ali gora. Druge znatne snežne padavine so bile zabeležene 25. januarja 2013 in 13. novembra 2021.

## Med notranjim konfliktom
V letih, ko so narod prizadeli oboroženi spopadi, je ena od gverilskih skupin FAR zavzela položaj na vulkanu v njegovem gozdnatem območju. To je omogočilo namestitev radia na območju, ki je oddajal propagando in celo obvestila, ki so preprečila napad vojske. Dostop do njega je bil miniran, zaradi česar je bilo zelo težko priti do kraja; zaradi tega so nekateri alpinisti, ki so želeli na njegov vrh, doživeli nesreče, ki so nekatere pri poskusu stale celo življenja. Z mirovnimi sporazumi so lahko kraj razminirali, kar so leta 1997 izvedli Združeni narodi s sodelovanjem tistih pripadnikov gverile, ki so sodelovali pri tem delu. V počastitev dogodka in po opravljeni nalogi so Nacionalna alpinistična zveza Gvatemale, pripadniki gvatemalske vojske, gvatemalske vojske in pripadniki Združenih narodov 4. maja  1997 izvedli skupni vzpon na vrh vulkana.

## Pristopi
Čeprav je redko obiskan, se je na vulkan mogoče povzpeti v približno petih urah iz zaselka Tuichán, vendar je lokalna infrastruktura (hostli, planinske koče itd.) še vedno slaba. Možnosti kampiranja je več (tudi v bližini vrha). Razgledi so različni, saj je območje pogosto prekrito z meglo in oblaki, razmere pa so najmanj ugodne med aprilom in septembrom.

## Mitologija
Kot pravi zgodba, je celotno življenje San Marcosa (Gvatemala) izhajalo iz vulkana Tajumulco ali Chman, kot je znano v jeziku Mam, domorodnega kraja. Zgodba, ki jo starejši pripovedujejo o vulkanu Tajumulco, je zelo zanimiva, saj pravijo, da je na začetku sveta ali Qawuj, kot je znano v kraju, prišlo do sojenja in je vulkan zbral vse stvari, ki jih je obdržal in zaščitil pred ljudmi. Nato se je nekaj časa iz vulkana začelo pojavljati veliko število zompopov, ki jih lokalno prebivalstvo nekaj časa ni opazilo, dokler niso nekega dne ugotovili, da v hrib, ko tega nihče ni opazil, vstopa žolna in pridobiva koruzo in lokalni fižol, zato so se odločili, da mu bodo sledili in morali so razbiti veliko skalo, iz katere so izvlekli vse stvari, ki jih je vulkan hranil, da jih je zaščitil, med njimi - koruzo, fižol, živali, vodo, zrak, marimbe, semena, čili, pom, ogenj, vrči, les, med drugim.